# Moulins (Aisne)
Moulins – miejscowość i gmina we Francji, w regionie Hauts-de-France, w departamencie Aisne.
Według danych na styczeń 2014 roku gminę zamieszkiwały 103 osoby, a gęstość zaludnienia wynosiła 64,8 osób/km².